# Collix phaeochiton
Collix phaeochiton är en fjärilsart som beskrevs av Louis Beethoven Prout 1932. Collix phaeochiton ingår i släktet Collix och familjen mätare. Inga underarter finns listade i Catalogue of Life.